# Alda (Álava)
Alda es un concejo del municipio de Valle de Arana, en la provincia de Álava, País Vasco (España).

## Geografía
|                                | Norte: Iturrieta | Nordeste: Ullibarri Arana |
|                                |                  |                           |
| Suroeste: San Vicente de Arana | Sur: Orbiso      |                           |

## Historia
Hacia mediados del siglo XIX, el lugar, por entonces con ayuntamiento propio, incluía en su término la localidad de Ullíbarri-Arana y tenía contabilizada una población de 286 habitantes. El municipio aparece descrito en el primer volumen del Diccionario geográfico-estadístico-histórico de España y sus posesiones de Ultramar de Pascual Madoz con las siguientes palabras:

ALDA: ayunt. en la prov. de Alava (6 leg. á Vitoria) dióc. de Calahorra (13), aud. terr. de Búrgos (22), c. g. de las prov. Vascongadas (6) y part. jud. de Salvatierra (2 1/2): sit. al E. de la cap. de prov. y al S. de la del part.: clima frio pero sano: comprende los l. de Alda, cap. y Ullibarri-Arana: su térm. confina por N. con el municipal de Salvatierra, por E. con el de S. Vicente de Arana (1/2), por S. con el de la v. de Zúñiga, de Navarra (2 1/2), y por O. con el de Contrasta (1/2): el terreno es un llano fértil cercado de montañas cuyas vertientes y los derrames de varias y buenas fuentes forman arroyuelos, que con especialidad en el invierno impulsan á los molinos, á par que proporcional algun regadio: los caminos (V. Aldana) son medianos, y el correo se recibe por Salvatierra: prod.: cereales y hortaliza y no escasea el arbolado: cria ganado vacuno, caballar, cabrío, lanar y de cerda: ind: la agricola: pobl.: 52 vec. y 286 alm., conforme á los datos oficiales: riqueza y contr.: (V. Alava, intendencia): El presupuesto municipal asciende á 6,460 rs. y se cubre con arbitrios y reparto vecinal.
(Madoz, 1845b, p. 484)

La localidad del mismo nombre, capital de ayuntamiento, tenía 130 habitantes. Se describe en la misma obra de la forma que sigue:

ALDA: l. y cap. del ayunt. de su nombre en la prov. de Alava (6 leg. á Vitoria), dióc. de Calahorra (13), y part. jud. de Salvatierra (2 1/2): sit. entre dos sierras en un llano dominado por los vientos N.: clima frio y sano, si bien se esperimentan algunas pulmonías, hay 28 casas bastante cómodas y la de ayunt.; esta tiene habitacion destinada á cárcel, asi como para escuela en la que reciben instruccion 9 niños y 5 niñas; cuyo maestro está dotado con 17 fan. de trigo, 12 1/2 por la enseñanza y 4 1/2 como sacristan. La igl. parr. (S. Pedro Apóstol), está servida por dos beneficiados, de los cuales uno ejerce la cura de alm.: el cementerio se halla á la falda de un monte al SE. y como 10 minutos de la pobl., en las ruinas de la ant. ermita de S. Jorge mártir: su térm. confina al N. con la cap. del part., interpuesta una sierra por E. (1/2 leg.) con S. Vicente de Arana; al S. con la prov. de Navarra (1/2), y por O. 1/4 con ullibarri de Arana. Al N. se encuentra el monte denominado Sierra Brava de Encia, cubierto de hayas, y el Ugarastuga desde el cual baja el agua de una fuente que encañada por un acueducto de madera de unos 40 pies de long. proporciona la que se necesita en lo interior del pueblo, donde estan dos puentecitos tambien de madera: por S. le ciñe el monte Marguillano poblado de hayas y robles; por esta parte hay otra encañada de 50 pies para recoger las abundantes aguas que se desprenden en el invierno del referido Marguillano: unas y otras aguas asi como las del pueblo de Ullibarri, dan origen al r. Arana, que dirigiéndose por S. Vicente á la v. de Orviso, corre á unirse con el Éga, despues de encontrar 3 puentes de madera. El terreno es frio, en parte negro y pastoso al paso que disfruta de trozos de arcilla. Los caminos son medianos, con direccion al N., y por la citada sierra de Encia está el de Salvatierra, por N., y por la citada sierra de Encia está el de Salvatierra, por NE. el que vá á Roytegui, por E. el de S. Vicente de Arana; por S. y para Navarra sigue el que pasa por Orviso á Zúñiga y Gastiain; y finalmente, por Ullibarri se dirige otro camino que da comunicacion con la c. de Estella: el correo se recide por Salvatierra los domingos y juéves, y sale mártes y viérnes: prod.: trigo, habas, arbejas, lentejas, avena, centeno, yero, rica, arbejana, alholva y alguna hortaliza: cria ganado vacuno, caballar, cabrío, lanar y de cerda: hay caza de liebres y de palomas y codornices en su tiempo; se pescan truchillas y cangrejos: ind.: la agrícola y un molino harinero: pobl.: 26 vec., 130 alm.: contr.: (V. Alava, intendencia).
(Madoz, 1845a, p. 484)

El municipio de Alda desapareció de cara al censo de 1950, al incorporarse al de Valle de Arana.

## Demografía
En 2023, la entidad singular de población tenía empadronados 32 habitantes y el núcleo de población, también 32.
| Gráfica de evolución demográfica de Alda entre 1842 y 1940 |
| |
| Población de derecho según los censos de población del INE Población de hecho según los censos de población del INEEntre el censo de 1950 y el anterior, este municipio desaparece porque se agrupa en el municipio 01056 (Valle de Arana) |

## Patrimonio
Hay en el lugar una iglesia de San Pedro.